# Cytomelanconis
Cytomelanconis är ett släkte av svampar. Cytomelanconis ingår i familjen Melanconidaceae, ordningen Diaporthales, klassen Sordariomycetes, divisionen sporsäcksvampar och riket svampar.
|                | Melanconis                                      |
|                |                                                 |
|                | Melanconium                                     |
|                |                                                 |
|                | Macrodiaporthe                                  |
|                |                                                 |
|                | Apiosporopsis                                   |
|                |                                                 |
|                | Massariovalsa                                   |
|                |                                                 |
|                | Dictyoporthe                                    |
|                |                                                 |
| Cytomelanconis | \| \| Cytomelanconis systema-solare \| \| \| \| |
|                | \| \| Cytomelanconis systema-solare \| \| \| \| |
|                | Phragmodiaporthe                                |
|                |                                                 |
|                | Dicarpella                                      |
|                |                                                 |
|                | Melanconiopsis                                  |
|                |                                                 |
|                | Mebarria                                        |
|                |                                                 |
|                | Fremineavia                                     |
|                |                                                 |
|                | Cytomelanconis systema-solare                   |
|                |                                                 |

|  | Cytomelanconis systema-solare |
|  |                               |